# Cikorie (slægt)
Cikorie (Cichorium) er udbredt i Europa, Mellemøsten og Nordafrika. Det er stauder eller toårige planter med en grundstillet roset af spatelformede blande med tandet rand- De blomsterbærende skud er stive og bladbærende, og de danner kurve i hvert bladhjørne. Det er en planteslægt, hvori der kun er to vigtige arter:
| Arter |

- Cikorie (Cichorium intybus)
- Endivie (Cichorium endivia)
- Julesalat (Cichorium intybus var. foliosum)